# Список графов и герцогов Валентинуа
Графство Валентинуа (фр. Valentinois) появилось в середине XII века и постепенно превратилось в практически
независимое государство, имеющее значительное политическое значение в течение последующих
столетий. Ядром графства было старое графство Валанс. Точных данных о происхождении первого графа Валентинуа нет. По словам Ги Адаларда, Адемар, отец Гильома Пуатье, основателя рода графов Валентинуа был сыном Альберта, сына Гелина II, графа Валанса, который по его словам был потомком Эбля Манцера, герцога Аквитанского. The Histoire Generale de Languedoc полагает, что Гильом был внебрачным сыном Гильома IX, герцога Аквитанского. Жюльен Шевалье утверждает, что семья первых графов Валентинуа родом из области Нарбонна или Нима, в записях которых упоминается некая семья, именуемая де Пуатье. Он ссылается на castro Pictavis, который был частью владений братьев Легье и Понса, принадлежащих к семье виконтов Ниццы и пожертвованная ими Клюнийскому аббатству хартией от 22 мая 1023.

## Графы Валанса
Сведения о первых графах Валанса крайне скудны и основаны по большей части на хартиях, сохранившихся в картуляриях монастырей, таких как Клюнийский, Сен-Виктор в Марселе, Сен-Андре де Вьенн и других.
- ок. 866 : Одилон
- 879—912 : Адалельм (ум.после 912)
- 912—943 : Бозон, сын предыдущего
- 943—961 : Гелин I (ум.после 961)
- 961—985 : Ламберт (ум.985)
- 1026—1037 : Адемар I (ум.после 1037)
- 1037—? : Гелин II

## Графы Валентинуа
- 1107—1141 : Эсташ I (ум. 1141)
- 1141 — ? : Аймар I, зять предыдущего
- до 1189 : Гильом I (1125/1135—1188/1189), сын предыдущего
- 1189—1250 : Аймар II (ок.1160—1250), сын предыдущего
- ? — 1227 : Гильом II (1202—1227), сын предыдущего
- 1250—1277 : Аймар III (1222/1223—1277), сын предыдущего
- 1277—1329 : Аймар IV (1257—1329), сын предыдущего
- 1329—1339/1340 : Аймар V (1271/1272—1339/1340), сын предыдущего
- 1340—1345 : Людовик I (ум.1345), сын предыдущего
- 1345—1374 : Аймар VI Толстый (ум.1374), сын предыдущего
- 1374—1419 : Людовик II (1354—1419), кузен предыдущего.

В 1404 году граф Людовик II продал свои права на графство Валентинуа за 100 000 золотых экю королю Карлу VI для включения его во владения дофина, с согласия своего дяди Карла, сеньора де Сен-Валье. В своем завещании 1419 года он называет своим наследником дофина Карла при условии уплаты последним 50 000 золотых экю. Однако он не смог выполнить условия завещания и графство было приобретено Амадеем VIII герцогом Савойским, которым он владел в течение 25 лет. В 1445 году его сын Людовик I по договору с дофином Людовиком обменял графства Валентинуа и Диуа на баронию Фосиньи и сумму в 54 000 золотых экю. Людовик присоединил эти графства к Дофине и носил титул графа Валентинуа вплоть до 1461 года.
- 1419—1420 : Карл I Победоносный (1403—1461), дофин
- 1420—1434 : Амадей I Миролюбивый (1383—1451), отрекся в 1434
- 1434—1445 : Людовик III (1413—1465), сын предыдущего
- 1445—1461 : Людовик IV Осторожный (1423—1483), дофин.

В 1461, взойдя на престол, Людовик присоединил графство Валентинуа к королевскому домену.

## Герцоги Валентинуа

### Борджиа
В 1498 король Франции Людовик XII возвел Валентинуа в герцогство-пэрство и подарил его Чезаре Борджиа
- 1498—1507 : Чезаре Борджиа (1475—1507)
- 1507—1548 : Луиза II Борджиа (1500—1553), дочь предыдущего, титулярная герцогиня Валентинуа

### Дом де Пуатье
В 1548 король Франции Генрих II сделал свою фаворитку Диану де Пуатье, которая являлась потомком старых графов Валентинуа, герцогиней Валентинуа.
- 1548—1566 : Диана де Пуатье (1499—1566)

### Гримальди
Князь Монако Оноре II в 1641 году сменил протекторат Испании на протекторат Франции, за это Людовик XIII в 1642 году восстановил для него и потомков титул герцогов де Валентинуа.